# کراسنا لیپا
کراسنا لیپا (به چکی: Krásná Lípa) یک منطقهٔ مسکونی در جمهوری چک است که در ناحیه دیتشین واقع شده‌است. کراسنا لیپا ۳٬۶۴۴ نفر جمعیت دارد.